# Slaget vid Talavera
Slaget vid Talavera var ett slag under spanska självständighetskriget mellan en allierad styrka med Spanien och Storbritannien mot Frankrike. Slaget varade 27-28 juli 1809 och det slutade oavgjort. Den allierade styrkan leddes av general Arthur Wellesley och Gregorio García de la Cuesta och den franska armén leddes av general Jean-Baptiste Jourdan och Claude-Victor Perrin.

## Översikt
När general Arthur Wellesley hade drivit ut den franska armén ur Portugal marscherade Arthur Wellesley med 20 000 britter in i Spanien som då lydde under kung Joseph Bonaparte som var Napoleons bror. Arthur Wellesley fick då hjälp av en spansk armé med 35 000 soldater som lyddes under Gregorio Cuesta. De marscherade till staden Talavera de la Reina där de väntades av fransmän under Jean-Baptiste Jourdan och Claude-Victor Perrin. De förfogade över en armé på 46 000 man. Fransmännen korsade floden Alberche på eftermiddagen 27 juli och då började slaget. Ett par timmar senare började fransmännen attackera spanjorernas högra flank och britternas vänstra flank. Britterna lyckades slå tillbaka fransmännen och erövrade en strategiskt viktig kulle. När dagen 28 juli hade börjat attackerade fransmännen britternas vänstra flank igen för att återerövra kullen och då började ett bajonettkrig. Efter cirka två timmar beslutade de franska generalerna att dra tillbaka infanteriet och påbörjade en artilleriduell. Både sidorna började skjuta på varandra och när det hade blivit mörkt upptäckte spanska soldater att fransmännen hade dragit sig tillbaka och endast lämnat skadade och två artilleri förband.